# پریش پلاکماینس (لوئیزیانا)
پلاکماینس پریش (به انگلیسی: Plaquemines Parish) یک قصبه در ایالات متحده آمریکا است که در لوئیزیانا واقع شده‌است.

## خصوصیات
پلاکماینس پریش ۶٬۶۴۸٫۵۴ کیلومترمربع مساحت دارد.